# Inland Sea
Inland Sea (en inglés),  Qawra o Dwejra en maltés y «mar Interno» traducido el español, es una laguna de agua de mar situada en el municipio de San Lawrenz en la isla de Gozo (Malta). Está unida al Mar Mediterráneo a través de una abertura formada por un estrecho arco natural.
Probablemente se formó a raíz de una falla geológica en la piedra caliza que creó primero una cueva marina y posteriormente creó el pasaje sobre la superficie al derrumbarse el techo.
En el lado interior hay una playa de piedras suavemente inclinadas con varias casetas de pescadores. En el fondo de la laguna se pueden ver principalmente guijarros y rocas y es de escasa profundidad. Saliendo por el túnel hacia mar abierto, el suelo desciende en una serie de repisas hasta alcanzar una profundidad de hasta 35 metros en el exterior. Jacques Cousteau dijo que Inland Sea estaba entre sus diez mejores de buceo.
En días de calma, los barcos de pesca, conocidos en maltés como luzzijiet, pueden pasar por el túnel. Algunos de los barcos se utilizan para llevar a los visitantes a través del arco y seguir un recorrido por los acantilados cercanos y otros sitios, principalmente a roca Fungus y al lugar del gran arco natural anterior en los acantilados llamada Ventana Azul.

## Galería de imágenes

Vista panorámica.
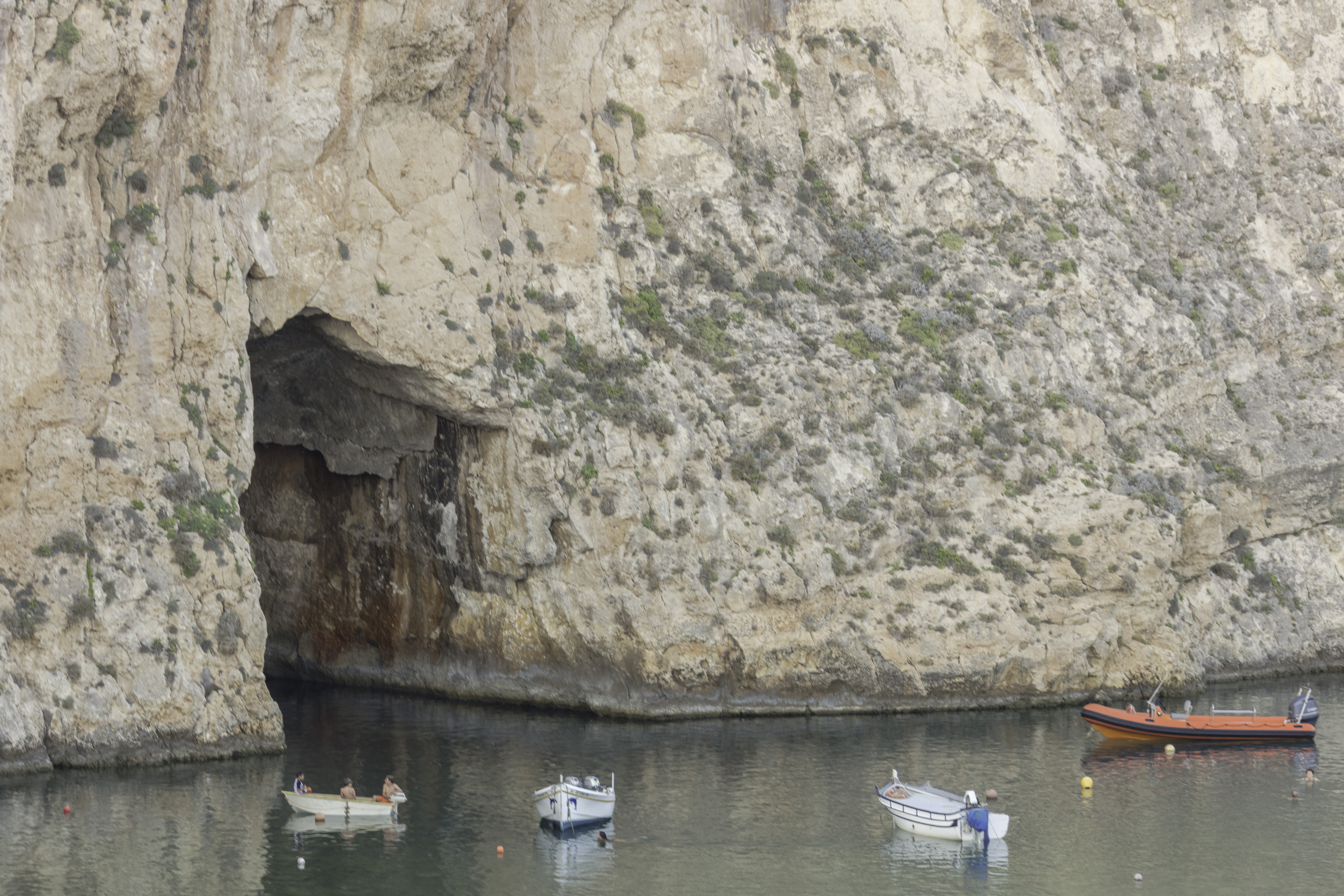
Vista del pasaje.
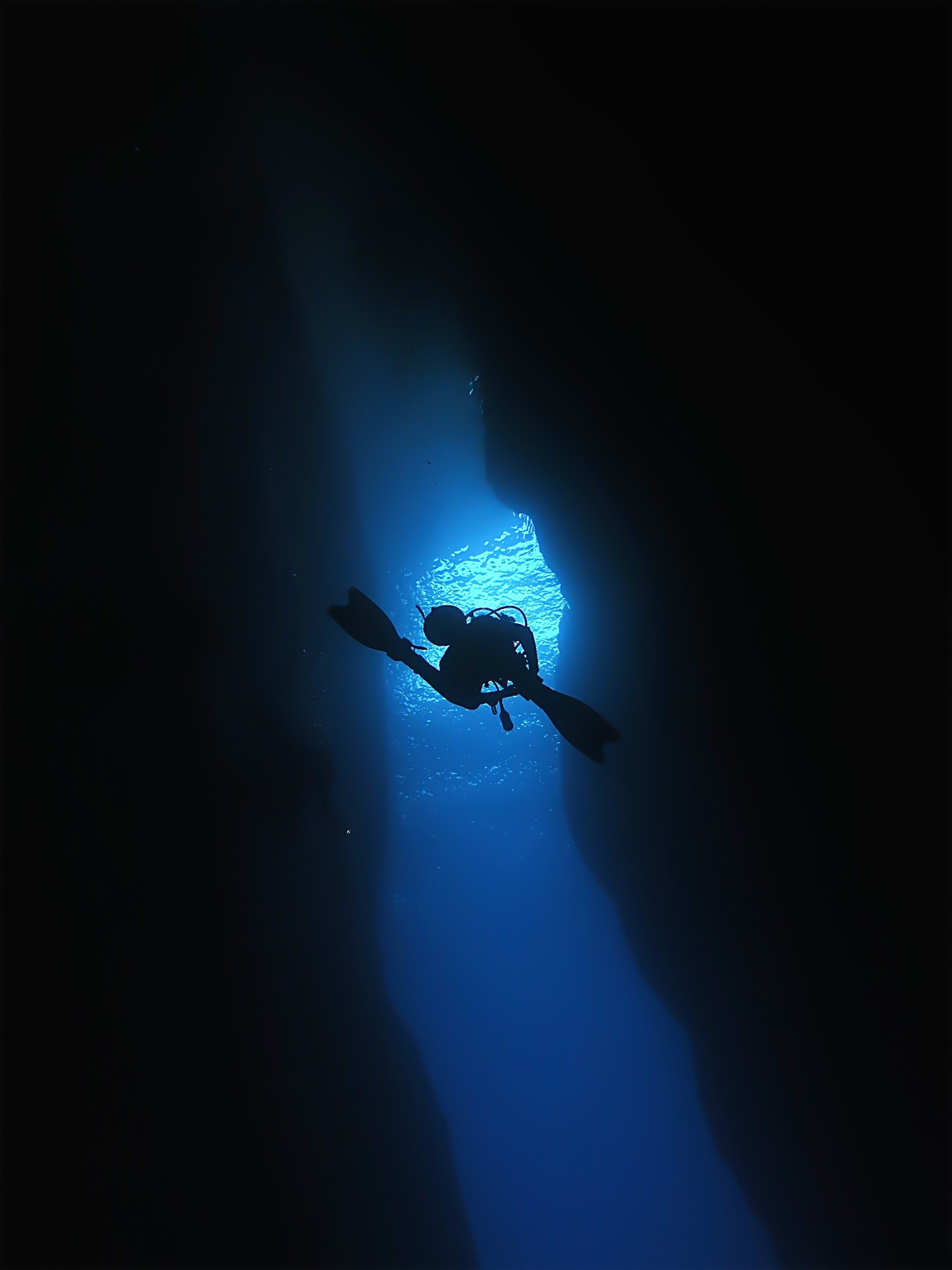
Vista submarina del pasaje.
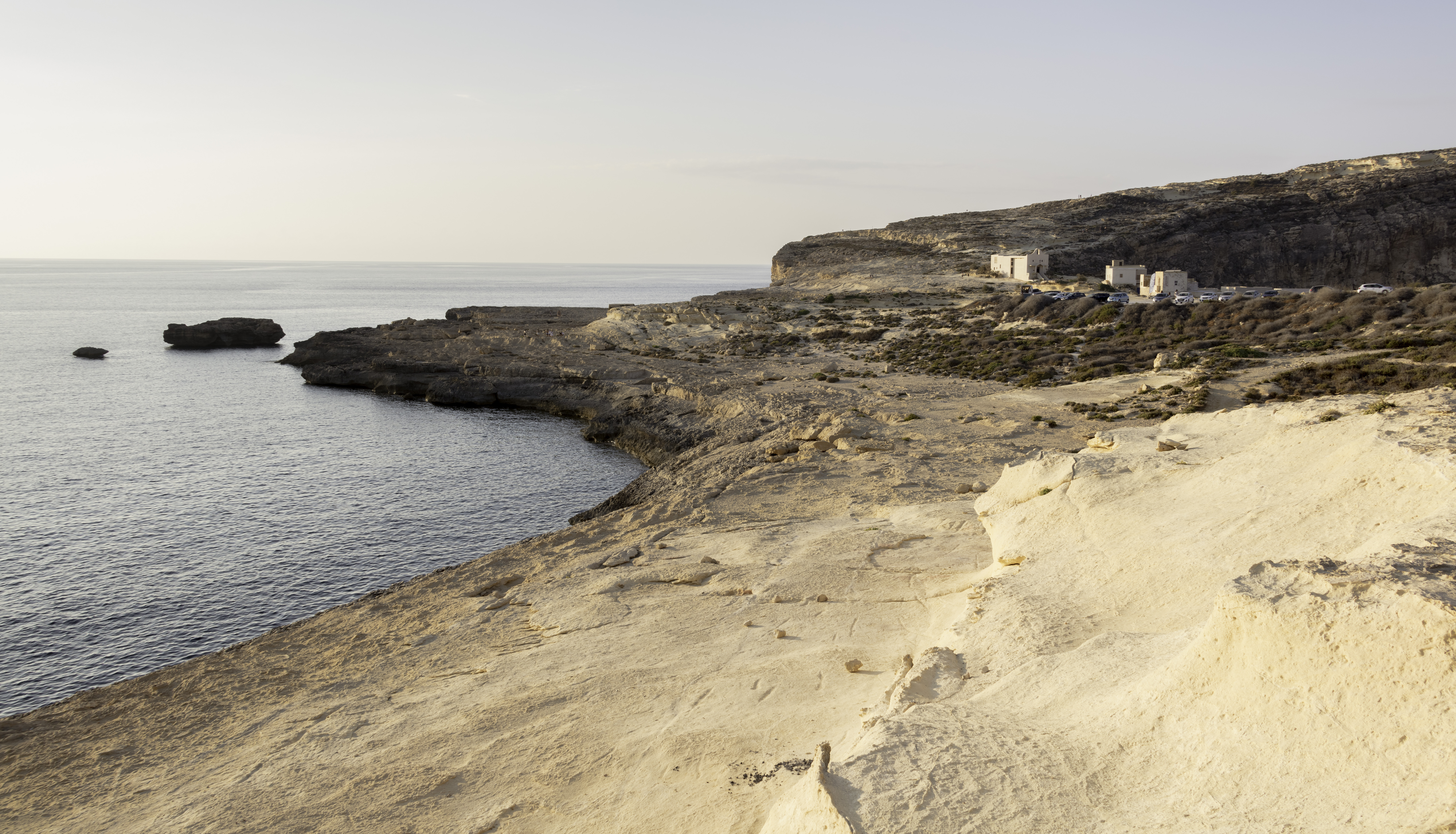
Costa del área.
Detalle de la rocosa costa.
Bahía de Dwejra.